# أنجلينا أكونا
أنجلينا أكونا (بالإسبانية: Angelina Acuña)‏ (31 يناير 1904، خوتيابا في غواتيمالا - 14 يونيو 2006، خوتيابا في غواتيمالا)؛ كاتِبة وشاعرة غواتيمالية.